# Dupineta brazzae
Espèce
Classification phylogénétique
Dupineta brazzae est une espèce de plantes à fleurs de la famille des Melastomataceae. C'est une plante herbacée originaire d'Afrique tropicale. Son épithète spécifique honore l'explorateur Savorgnan de Brazza (1852-1905). Elle est utilisée en médecine traditionnelle.

## Synonymes
- Dissotis brazzae Cogn., 1891
- Dissotis brazzaei[1]